# Sigurpálsson
Sigurpálsson ist ein männlicher isländischer Name.

## Herkunft und Bedeutung
Der Name ist ein Patronym und bedeutet Sigurpálls Sohn. Die weibliche Entsprechung ist Sigurpálsdóttir (Sigurpálls Tochter).

## Namensträger
- Ari Sigurpálsson (* 2003), isländischer Fußballspieler
- Óskar Sigurpálsson (* 1945), isländischer Gewichtheber und Kraftdreikämpfer